# Les Voyages de Jaimie McPheeters

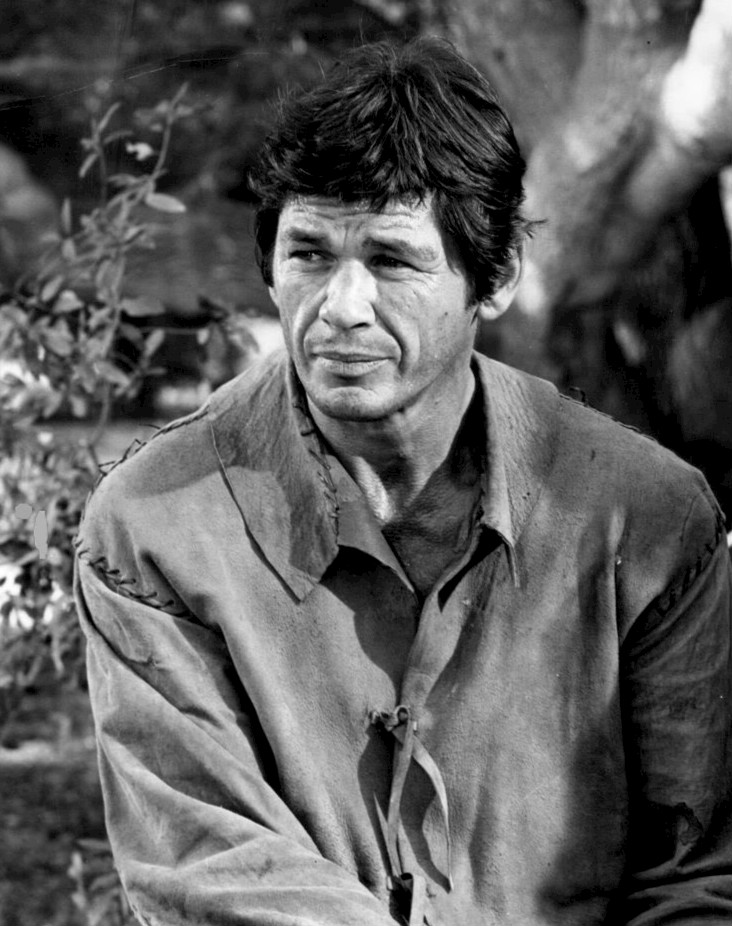
Charles Bronson

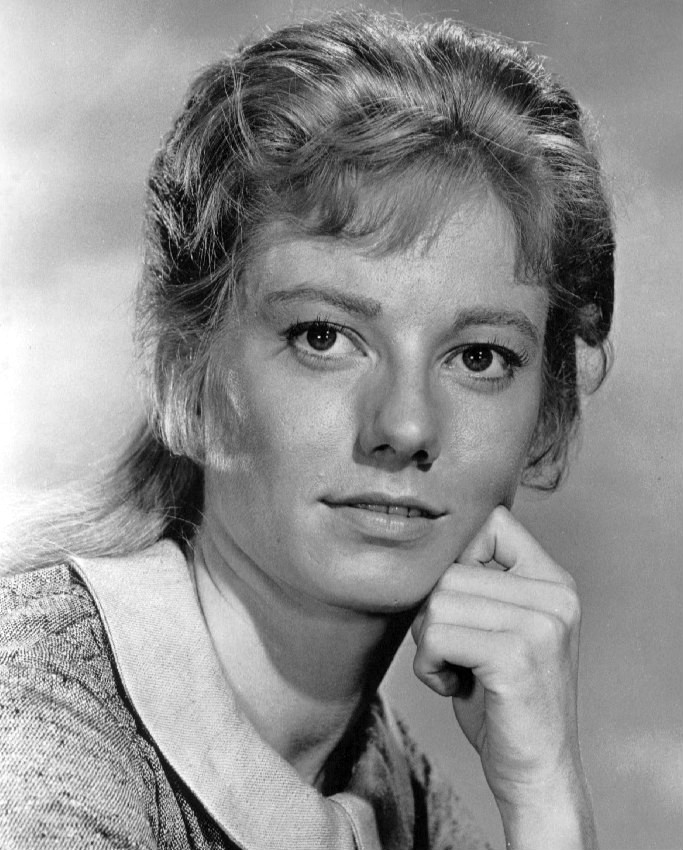
Donna Anderson

Les Voyages de Jaimie McPheeters (The Travels of Jaimie McPheeters) est une série-western américaine en une saison et vingt-six épisodes, diffusée originellement en 1963-1964.

## Synopsis
Les aventures de Jaimie McPheeters (12 ans) et de son père Sardius, au sein d'un convoi de pionniers allant vers la Californie en 1849.

## Fiche technique
- Réalisateurs : voir liste des épisodes ci-après
- Scénario (divers auteurs) d'après le roman Les Voyages de Jaimie McPheeters (en) de Robert Lewis Taylor
- Musique : Walter Scharf (11 épisodes, 1963-1964), Leigh Harline (8 épisodes, 1963-1964 + thème principal), Harry Sukman (4 épisodes, 1963-1964), David Buttolph (3 épisodes, 1963) et Richard Markowitz (2 épisodes, 1964)
- Montage : John D. Dunning (superviseur)
- Producteur exécutif : Boris Sagal (13 épisodes, 1963-1964)
- Série en noir et blanc produite par MGM Television
- Date de première diffusion en France : 26 mai 1969

## Distribution
Rôles principaux
- Dan O'Herlihy (VF : Jean Topart) : Dr Sardius McPheeters (26 épisodes, 1963-1964)
- Kurt Russell (VF : Jacky Catalayud) : Jaimie McPheeters (26 épisodes, 1963-1964)
- Mark Allen (VF : Jean Amadou) : Matt Kissel (19 épisodes, 1963-1964)
- Meg Wyllie (VF : Anne-Marie Rochand) : Mme Kissel (18 épisodes, 1963-1964)
- Michael Witney (VF : Michel Maurette) : Buck Coulter (14 épisodes, 1963-1964)
- Charles Bronson : Linc Murdock (13 épisodes, 1963-1964)
- Donna Anderson (VF : Joëlle Janin) : Jenny (13 épisodes, 1963-1964)

Rôles secondaires (sélection)
- Martin Landau : Cochio (1 épisode, 1963)

## Épisodes (saison unique)
(date de première diffusion)
- Épisode 1 The Day of Leaving de Boris Sagal (15 septembre 1963)
- Épisode 2 The Day of the First Trail de Fred Jackman Jr. (22 septembre 1963)
- Épisode 3 The Day of the First Suitor de Don Medford (29 septembre 1963)
- Épisode 4 The Day of the Golden Fleece (La toison d'or) de Walter Doniger (6 octobre 1963)
- Épisode 5 The Day of the Last Bugle d'Allen H. Miner (13 octobre 1963)
- Épisode 6 The Day of the Skinners de Fred Jackman Jr. (20 octobre 1963)
- Épisode 7 The Day of the Taboo Man d'Andrew V. McLaglen (27 octobre 1963)
- Épisode 8 The Day of the Giants (3 novembre 1963)
- Épisode 9 The Day of the Long Night d'Abner Biberman (10 novembre 1963)
- Épisode 10 The Day of the Killer de Walter Doniger (17 novembre 1963)
- Épisode 11 The Day of the Flying Dutchman de Don Taylor (1er décembre 1963)
- Épisode 12 The Day of the Homeless de Boris Sagal (8 décembre 1963)
- Épisode 13 The Day of the Misfits de Jack Arnold (15 décembre 1963)
- Épisode 14 The Day of the Pawnees (Part I) de Tom Gries (22 décembre 1963)
- Épisode 15 The Day of the Pawnees (Part II) de Fred Jackman Jr. (29 décembre 196)
- Épisode 16 The Day of the Toll Takers de Walter Doniger (5 janvier 1964)
- Épisode 17 The Day of the Wizard de Boris Sagal (12 janvier 1964)
- Épisode 18 The Day of the Search de James Goldstone (19 janvier 1964)
- Épisode 19 The Day of the Haunted Trail de Stuart Heisler (26 janvier 1964)
- Épisode 20 The Day of the Tin Trumpet de Ted Post (2 février 1964)
- Épisode 21 The Day of the Lame Duck de Boris Sagal (9 février 1964)
- Épisode 22 The Day of the Picnic de Richard Donner (16 février 1964)
- Épisode 23 The Day of the Twelve Candles de Ted Post (23 février 1964)
- Épisode 24 The Day of the Pretenders de Charles F. Haas (1er mars 1964)
- Épisode 25 The Day of the Dark Deeds de Donald C. Klune (8 mars 1964)
- Épisode 26 The Day of the Reckoning de Boris Sagal (15 mars 1964)